# Manzaneque
Manzaneque település Spanyolországban, Toledo tartományban. Manzaneque Orgaz, Mora és Los Yébenes községekkel határos. Lakosainak száma 398 fő (2024).

## Népesség
A település népessége az utóbbi években az alábbiak szerint változott:
| Lakosok száma | 486  | 513  | 505  | 478  | 446  | 402  | 406  | 383  | 382  | 398  |
|               | 2001 | 2004 | 2007 | 2009 | 2012 | 2014 | 2017 | 2019 | 2022 | 2024 |